# Daviesia oppositifolia
Daviesia oppositifolia là một loài thực vật có hoa trong họ Đậu. Loài này được Endl. miêu tả khoa học đầu tiên.